# Vincenzo Maria Mazzoleni
Vincenzo Maria Mazzoleni, al secolo Giovanni Francesco Mazzoleni (Bergamo, 22 agosto 1667 – Parenzo, 16 dicembre 1741), è stato un arcivescovo cattolico italiano.

## Biografia
Giovanni Francesco Mazzoleni nacque a Bergamo il 22 agosto 1667, figlio di Vincenzo Mazzoleni. Il 27 marzo 1685 entrò nell'Ordine dei frati predicatori, prendendo il nome di Vincenzo Maria. Fu accolto a Faenza nel convento di Sant'Andrea, dove intraprese la sua formazione religiosa. Dopo essere stato ammesso ufficialmente come membro del convento, anche per intercessione del cardinale Orsini, futuro papa Benedetto XIII, intraprese un'intensa carriera accademica e pastorale. Insegnò filosofia, teologia e Sacra Scrittura in vari conventi, tra cui quelli di Parma, Bologna, Brescia e Venezia, ottenendo grande stima per le sue qualità didattiche e predicatorie.
Il 15 marzo 1704 papa Clemente XI lo nominò inquisitore generale del Sant'Uffizio, incarico che svolse con dedizione e serietà in diversi luoghi, tra cui Parma (dal 1710 al 1718) e Bologna (dal 1718 al 1727). Il 26 novembre 1727 fu nominato arcivescovo metropolita di Corfù da papa Benedetto XIII. Ricevette la consacrazione episcopale il successivo 7 dicembre dallo stesso papa, co-consacranti Giacinto Gaetano Chiurlia, vescovo di Giovinazzo, e Placido Pezzancheri, vescovo titolare di Emeria. Si insediò a Corfù il 10 ottobre del 1728.
Nel 1731 fu trasferito alla sede vescovile di Parenzo da papa Clemente XII con il titolo personale di arcivescovo, incarico che ricoprì fino alla morte. Nel 1733 celebrò un sinodo che si distinse per l'introduzione di buone costituzioni, poi pubblicate a Venezia. Sotto la sua guida la diocesi di Parenzo registrò un periodo di grande impegno pastorale, anche attraverso la conversione di molti eterodossi alla fede cattolica.
Fu noto per il suo impegno nella promozione della cultura religiosa, e per il suo legame con il convento veneziano di San Domenico, che ricevette significativi lasciti in seguito alla sua morte. Morì il 17 dicembre 1741 a Parenzo, lasciando un segno duraturo sia nella Chiesa che tra i suoi confratelli domenicani. Fu sepolto nella Basilica Eufrasiana, e la sua memoria fu onorata con un busto marmoreo collocato nella sagrestia della chiesa di San Domenico, a testimonianza del suo impegno a favore della Chiesa e della sua comunità. La sua figura fu ricordata con ammirazione, e le sue lettere pastorali e il suo operato sono stati oggetto di studi, tra cui quello del frate Giambattista Contarini, che ne tratteggiò un ampio profilo nella sua opera sui vescovi domenicani dell'Istria.

## Genealogia episcopale
La genealogia episcopale è:
- Cardinale Scipione Rebiba
- Cardinale Giulio Antonio Santori
- Cardinale Girolamo Bernerio, O.P.
- Arcivescovo Galeazzo Sanvitale
- Cardinale Ludovico Ludovisi
- Cardinale Luigi Caetani
- Cardinale Ulderico Carpegna
- Cardinale Paluzzo Paluzzi Altieri degli Albertoni
- Papa Benedetto XIII
- Arcivescovo Vincenzo Maria Mazzoleni